# Гисамопа
Гисамопа (исп. Guisamopa) — посёлок в Мексике, штат Сонора, входит в состав муниципалитета Сауарипа. Численность населения, по данным переписи 2020 года, составила 147 человек.

## Общие сведения
Название Guisamopa с языка индейцев опата можно перевести как — каменистое место.
Поселение было основано в 1830 году, как сельскохозяйственная община.